# Govor mržnje
Govor mržnje usmeni je ili pisani govor koji se svodi na javno izazivanje ili uzrokovanje mržnje prema određenoj skupini ili pojedinoj osobi zbog njezina određenja kao što je rasa, spol, rod, religija, seksualnost, invaliditet i slično, a u svrhu stvaranja netrpeljivosti, razdora, diskriminacije, nasilja ili raspaljivanja već postojeće mržnje tako što se ona javnim govorom mržnje razvija, jača i produbljuje.
Suvremena regulativa o govoru mržnje počinje Međunarodnim paktom o građanskim i političkim pravima usvojenom na Općoj skupštini Ujedinjenih naroda 19. prosinca 1966. godine. Taj međunarodni ugovor u prvom stavku čl. 20. propisuje obvezu svake države da zakonom zabrani bilo kakvo pozivanje na rat, a u drugom stavku istoga članka se propisuje: "Svako pozivanje na nacionalnu, rasnu ili vjersku mržnju koja potiče diskriminaciju, neprijateljstvo ili nasilje, mora se zakonom zabraniti." Ta je odredba unijeta u tekst pakta na uporno inzistiranje Sovjetskog Saveza, te uz jasno izraženo protivljenje zapadnih demokratskih država koje su se brinule da Sovjetski Savez poduprt drugim komunističkim državama i raznim drugim diktatorskim režimima koji su tada bili zastupljeni u Ujedinjenim narodima želi takvom odredbom pravno opravdati široka gušenja slobode govora (kako je doista i bilo: makar taj Međunarodni pakt u čl. 19. jamči slobodu govora, nisu komunističke države nikad tumačile da bi se uz odredbu čl. 20. istoga pakta moglo u njih realizirati bilo kakvo kritiziranje komunističkog društvenog poretka ili ozbiljno kritiziranje postupaka vlasti); međutim je s vremenom zabrana govora mržnje postala jednim od temeljnih preokupacija demokratskih društvenih poredaka, te je primjerice na razini Europske unije regulirana Okvirnom odlukom Vijeća 2008/913/PUP od 28. studenoga 2008. o suzbijanju određenih oblika i načina izražavanja rasizma i ksenofobije kaznenopravnim sredstvima.

## Zakoni protiv govora mržnje

### Hrvatska
Dok je sloboda govora zajamčena ustavom, Kazneni zakon Republike Hrvatske, članak 174. predviđa kazne za one koji ...u cilju širenja rasne, vjerske, spolne, nacionalne, etničke mržnje ili mržnje po osnovi boje kože ili spolnog opredjeljenja, ili drugih osobina, ili u cilju omalovažavanja, javno iznese ili pronese zamisli o nadmoćnosti ili podčinjenosti jedne rase, etničke ili vjerske zajednice, spola, nacije ili zamisli o nadmoćnosti ili podčinjenosti po osnovi boje kože ili spolnog opredjeljenja, ili drugih osobina....

### Njemačka
U Njemačkoj Volksverhetzung (huškanje naroda) i bilo koji drugi javni oblik izražavanja mržnje je kažnjiv po članku 130. Strafgesetzbucha (njemačkog kaznenog zakona).

### Vijeće Europe
Dok članak 10.Europske Konvencije o ljudskim pravima ne sprječava revizionizam poput negiranja ili minimiziranja genocida ili zločina protiv čovječnosti, Vijeće ministara Vijeća Europe predložilo je državama članicama borbu protiv govora mržnje preporukom R(97) 20. Vijeće Europe stvorilo je Europsku komisiju protiv rasizma i netolerancije ([www.coe.int/ecri ECRI]) koja je do danas napisala više izvještaja o državama članicama i opće preporuke, npr. protiv antisemitizma i protiv netolerancije prema muslimanima.